# Z8 (コントローラ)

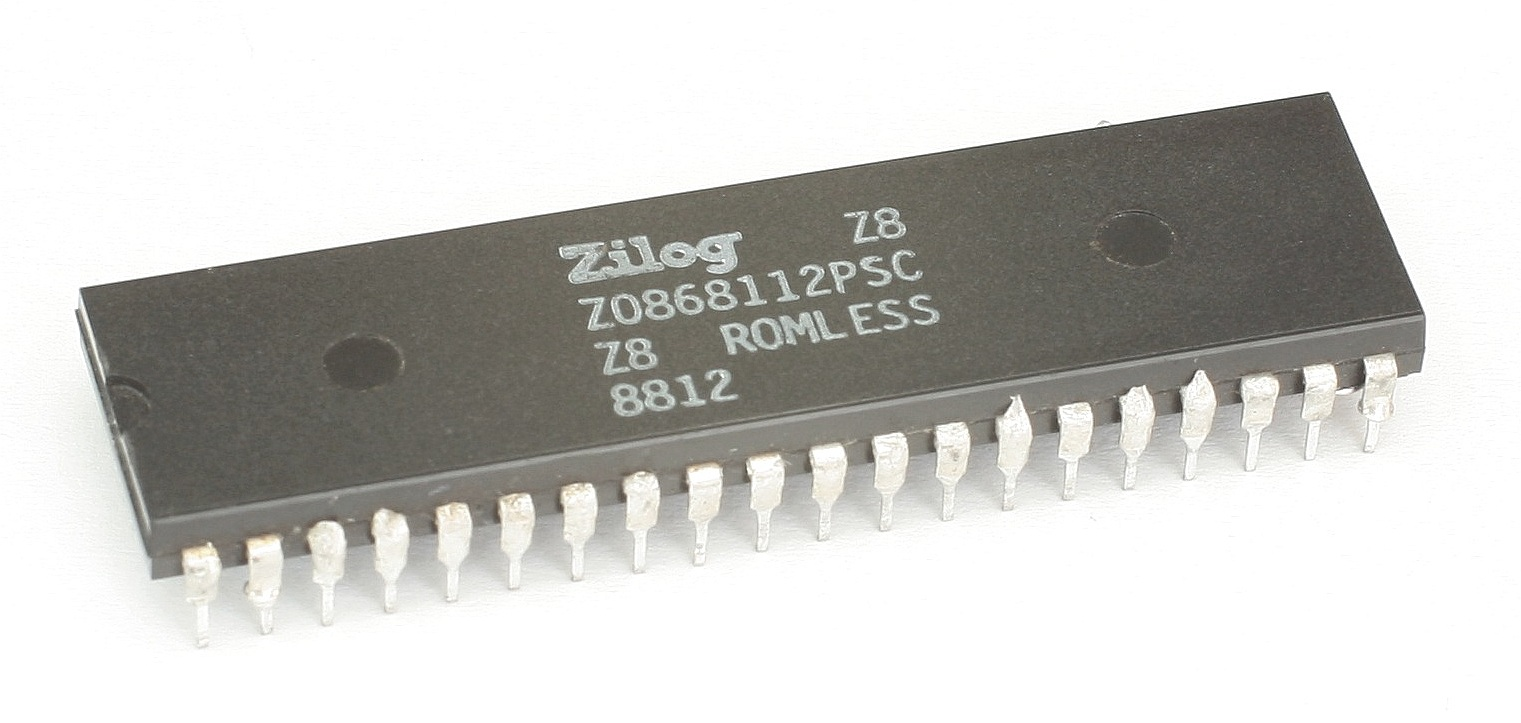
ザイログZ8プロセッサ

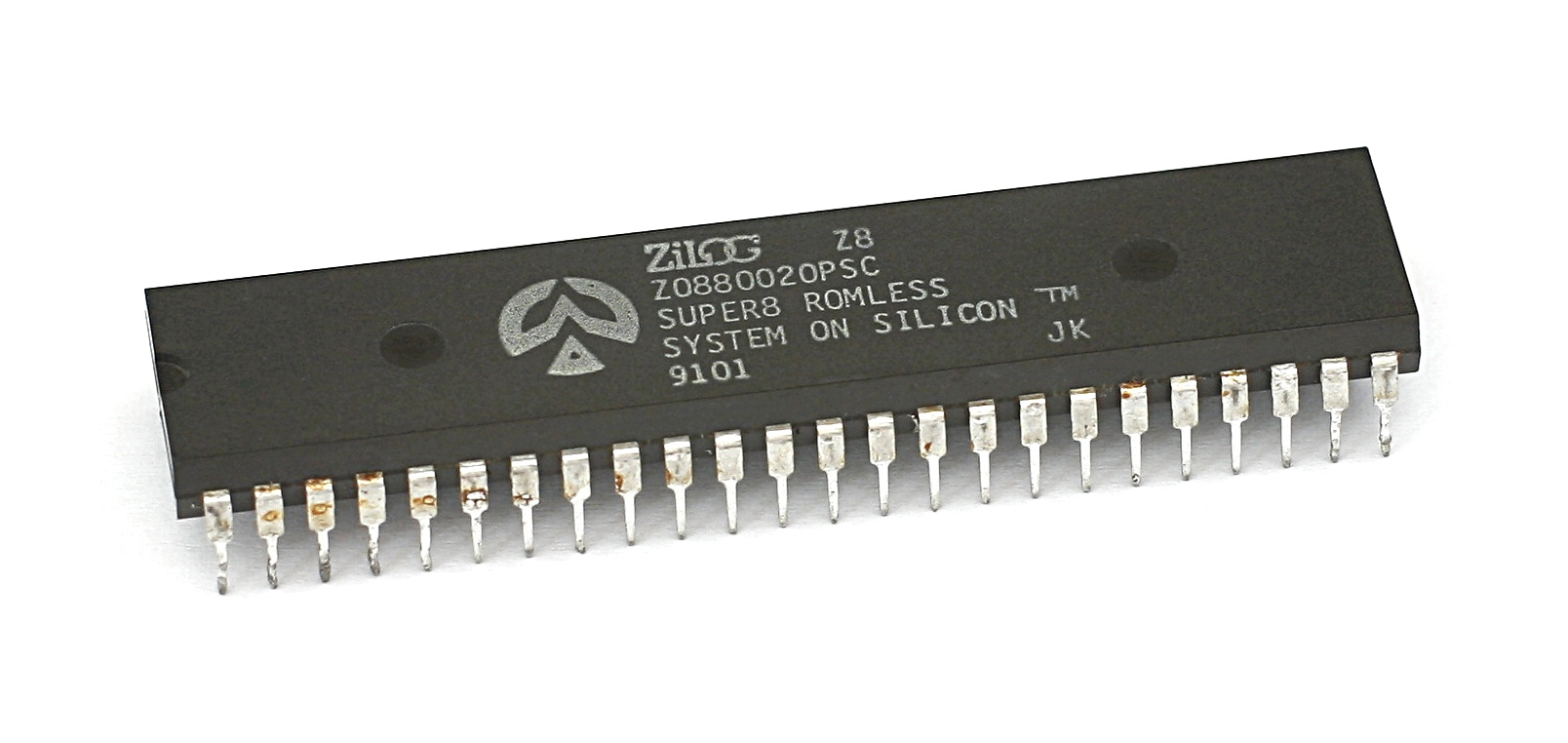
ザイログZ8 (Super-8ファミリ)

ザイログZ8は、1979年に導入されたマイクロコントローラアーキテクチャであり、現在のeZ8 Encore!、eZ8 Encore! XP、eZ8 Encore! MCシリーズも含まれる。

## 概要
Z8アーキテクチャの特筆すべき点は、アキュムレータ、ポインタレジスタ、通常のRAMとして使用できる理論上最大4096個の高速オンチップレジスタ（レジスタファイル）である。1Kから64KまでのOTP ROMまたはフラッシュメモリのための16ビットアドレス空間が、コードと定数を格納するために使用される。より大きなアプリケーションが利用するために、第二の16ビットアドレス空間も存在する。
オンチップの周辺デバイスとして、A/Dコンバータ、SPI、I2C、IrDAデコーダ／エンコーダなどを搭載している。8ピンから最大80ピンまでのバリエーションが存在し、P-DIP、MLF(MicroLeadFrame)、SSOP(Shrink SOP)、SOIC、LQFP(Low-profile QFP)でパッケージされている。eZ8 Encore!シリーズは、単一ピンのシリアルインタフェースでプログラムとデバッグが可能である。
基礎となるアーキテクチャは、修正された（厳密でない）ハーバード・アーキテクチャであり、名前の似ているZ80とは基本的に異なる石である（特に日本ではZ80を「ぜっぱち」と略すことがあるので紛らわしい）。しかし、アセンブリ言語の文法は他のザイログプロセッサと非常に類似しており、ロード／ストアのニモニックは（MOVやMOVEではなく）LDであり、DJNZのような典型的な命令のニモニックも同じである。なおザイログの石に Z8L180・Z8L182・Z8S180 という型番のものがあるが、これらはZ8ではなくZ180の一派である。
主な競合製品は、類似した構造のマイクロチップ・テクノロジー PICシリーズと、インテル 8051の後継製品である。また、ハーバード型でないワンチップマイコンも競合製品とみなされている。MC6800/MC6809ベースのモトローラ 68HC11、日立製作所 H8、Z80の派生製品、東芝 TLCS-870等である。

## 製品ファミリ
- ROMless: 統合ROM未搭載モデル
- ROM: 統合ROM搭載モデル
- OTP: 統合OTP ROM搭載モデル
- Low Voltage: 2Vの低電圧で動作
- GP: 汎用マイクロコントローラ
- Encore!: 統合フラッシュメモリ搭載モデル
- Encore! XP: Encore!にセンサを追加
- Encore! MC (Motor Control): モータ制御用